# Piranosi
I piranosi sono una classe di composti chimici a cui appartengono i glucidi la cui struttura chimica è caratterizzata da un anello esa-atomico (cioè costituito da sei atomi) costituito da cinque atomi di carbonio e da uno di ossigeno.
L'etimologia del termine è originata dalla similarità di questa struttura con quella dell'ossigeno eterociclico nel pirano, anche se al contrario di questo l'anello piranosico non contiene doppi legami. Un piranosio in cui l'ossidrile anomerico nel C-1 sia stato convertito in un gruppo OR viene detto piranoside.
| Tetraidropirano      |                                               |                                      |
| Nome                 | Tetraidropirano                               | α-D-(+)-Glucopiranosio               |
| Formula di struttura | Tetraidropirano                               | α-Glucopiranosio                     |
|                      | Anello del Tetraidropirano evidenziato in blu | Anello piranosico evidenziato in blu |

## Formazione
L'anello piranosico è formato dalla reazione dell'ossidrile in C-5 con il gruppo aldeidico in C-1, con la formazione di un emiacetale intramolecolare. Se la reazione avviene tra l'ossidrile in C-4 e il gruppo aldeidico, si ottiene un furanosio. La forma piranosica è termodinamicamente più stabile di quella furanosica.

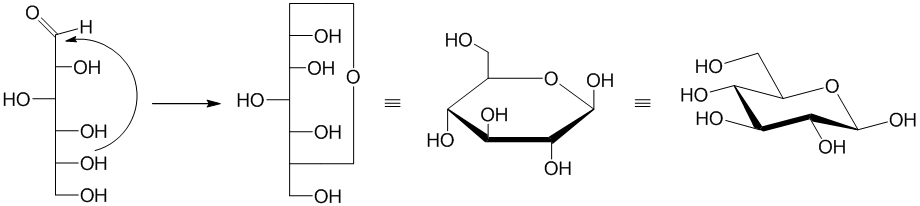
Formazione dell'emiacetale piranosico e rappresentazioni del beta-D-glucopiranosio.